# Església de l'Assumpció d'Andilla
L'església de l'Assumpció situada a la part alta de la població d'Andilla (Serrans, País Valencià) és un temple catòlic d'origen gòtic, reformat successivament entre els segles xv i xviii. D'aquestes últimes destaquen l'original portada principal, una de les manifestacions més destacades en terres valencianes del Renaixement, el magnífic altar major de fins del segle xvi, del que avui solament queden les pintures de les portes que ho protegien, pintades per Ribalta a principis del xvii i la decoració del segle xvii típica del barroc valencià d'aquest moment.
Es tenen poques notícies sobre els mecenes de la construcció i de les diferents millores de l'edifici. El mecenatge se sol atorgar a Don Rodrigo Rebolledo, baró d'Andilla, que va ser destacat cavaller de la cort d'Alfons el Magnànim.

## Descripció

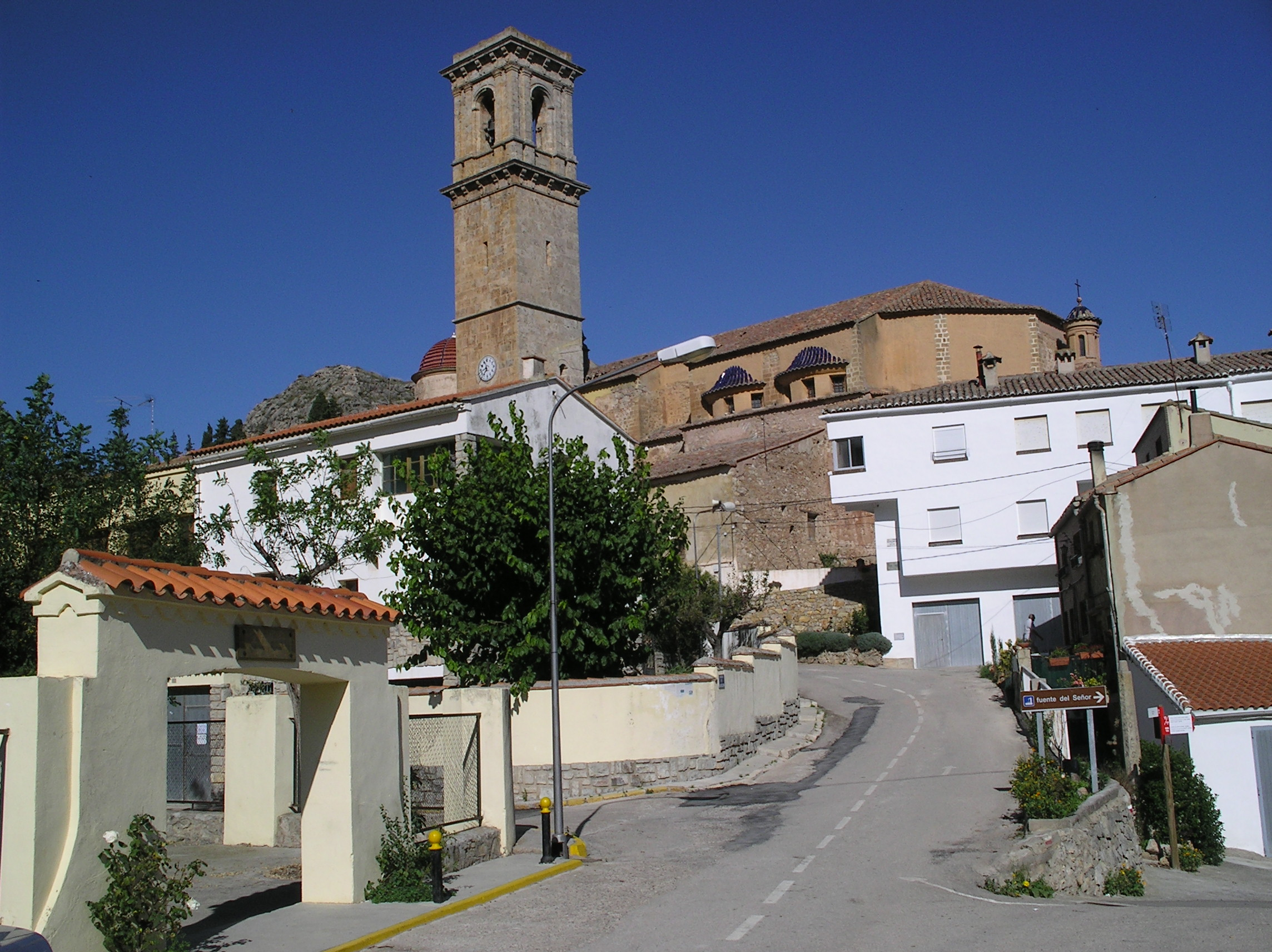
Vista d'Andilla amb l'Església al fons.

El temple és del tipus valencià de fàbricade finals del gòtic, d'una sola nau amb capelles en els seus cinc trams entre contraforts i voltes de canó, i presbiteri poligonal de tres costats cobert amb volta de nervis convergents en cinc florons. Les capelles laterals es cobrixen amb semicupules sobre tambors ovals a l'interior i cobertes amb teula àrab esmaltada en blau. Els seus murs exteriors són de maçoneria, si bé al costat de les seues portes renaixentistes s'empra aparell de carreu.
A finals del segle xvii es va realitzar una remodelació barroca, que va consistir en el recobriment de pilastres i arc del presbiteri amb decoració en estuc a força de putti i motius vegetals. A mitjan segle xviii seguint el mateix estil es van intervenir les capelles laterals afegint cassetons a les arcades, petxines decorades amb frescos i cúpules ovals. D'estil barroc era també el púlpit del qual en l'actualitat només es conserva algun fragment.
La portada lateral, situada en el segon tram al costat de l'epístola i possiblement la primitiva portada de l'església, és de trets més arcaics, allindanada amb gavetes i roses a l'intradós i flanquejada per pilastres de dau enfondit, amb capitells capritxosos de volutes invertides, mènsules foliades a manera de capçales, timpà triangular que corba el seu àpex en arc per allotjar un relleu de l'Anunciació, amb sant Gabriel i la Mare de Déu, un gerro d'assutzenes i el colom de l'Esperit Sant, putti repartits pel timpà o al fris i decoració de llaços.
La portada principal, als peus del temple, és d'un major classicisme. Presenta un primer cos treballat sobre pedra amb columnes de secció quadrangular, a la manera àtica, i parelles d'arcs, el primer frontal i l'intern atrompetats, els quals transmeten a les pilastres una disposició trapezoïdal; i un segon cos fet en ragola i algeps, a manera d'edícula, volada o dosser, amb tramb de volta de canó d'intradós amb cassetó amb rosetes sustentades per grans mènsules decorades amb fulles d'acant i una venera policromada al timpà en què es troba l'alt relleu de la Mare de Déu amb el Nen. Pilastretes dòriques, petxina policromada, decoracions de llaços i esses, capitells dòrics amb bordons a les estries, completen el vocabulari al romà, prou avançat ja (alguns dels seus recursos com mènsules i els capitells d'estries amb bordons sorgeixen als anys quaranta del segle xvi). Els brancals del dosser estan decorades amb medallons i llaços, mentre que en els carcanyols de l'arc d'entrada es troben dos escuts nobiliaris dels Díaz de Calataiud i Ladrón de Villanueva.
La façana als peus de l'església presenta una gran senzillesa, destaca la portada abans esmentada, i rematada per frontó triangular en el centre se situa un òcul. El frontó, de gruixuda motllura, està coronat per piràmides i treballat sobre pedra amb columnes de secció quadrangular, molt del gust manierista.
El campanar es troba a la dreta de la façana, de planta quadrada i realitzat amb carreus. Va ser construït entre 1759 i 1769, el cos superior alberga les campanes, amb quatre obertures flanquejats per pilastres en cada un dels seus costats.

### Art moble
Cal assenyalar que l'església va tenir un retaule major, d'estil renaixentista, que es va perdre en la Guerra Civil i del qual es conserven
nombrosos documents. D'aquest retaule només es conserven quatre relleus: l'Anunciació, el Naixement, l'Adoració dels pastors i la Resurrecció. El 1609 es va decidir la realització d'unes portes per al retaule, a instàncies de bisbe Feliciano Figueroa, després de la mort del prelat aquesta idea es va abandonar fins a 1621, quan el bisbe Ginés Casanova encarrega de nou el treball a Joan Ribalta i els seus col·laboradors Abdó Castanyeda, Cristóbal Rondón i Vicent Castelló, els quals hi treballaren entre els anys 1624 i 1626. Als costats del retaule hi ha dues portes en què es representa a Sant Pere i Sant Pau que comuniquen amb el reresagrari, que es cobreix amb volta de mitja taronja. Es conserven gran quantitat de peces d'orfebreria i ornaments en aquesta església.